# マクローネス

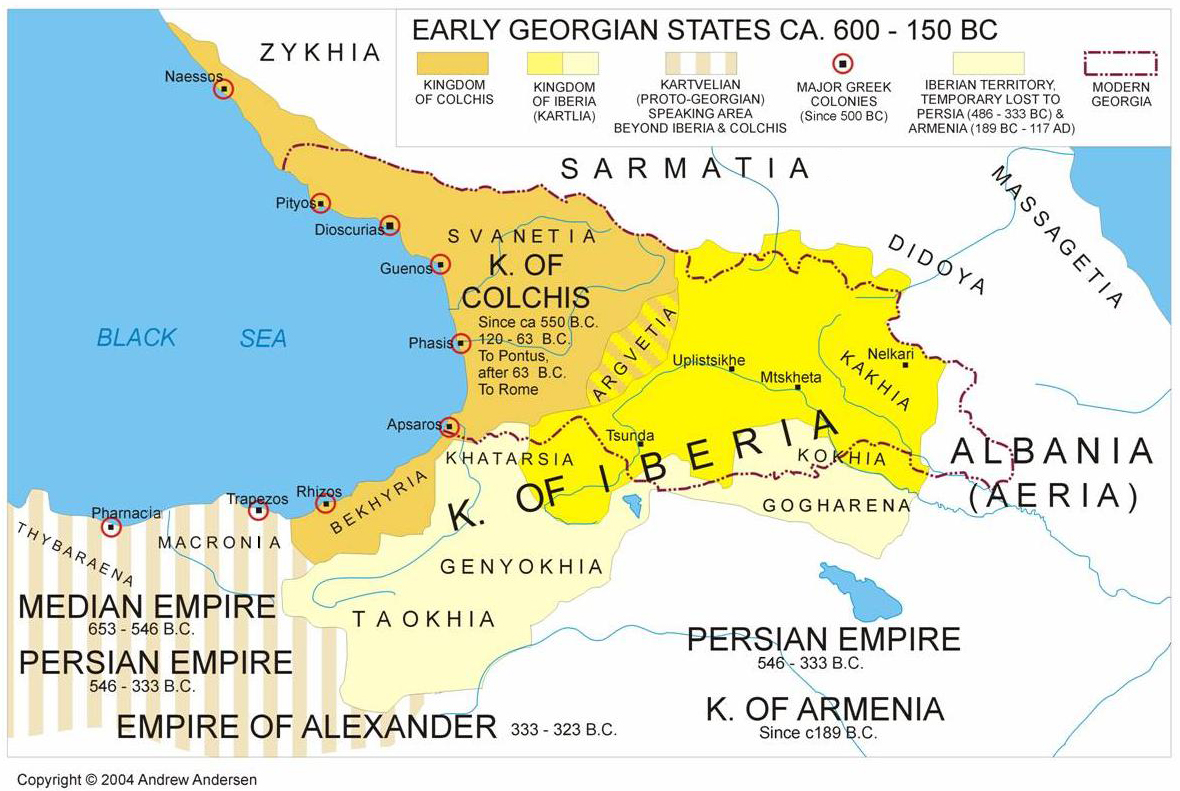
紀元前600年ごろから紀元前150年ごろまでのジョージア。マクローネスの地域（Macronia）は、黒海南岸のアナトリア北東部にあった。

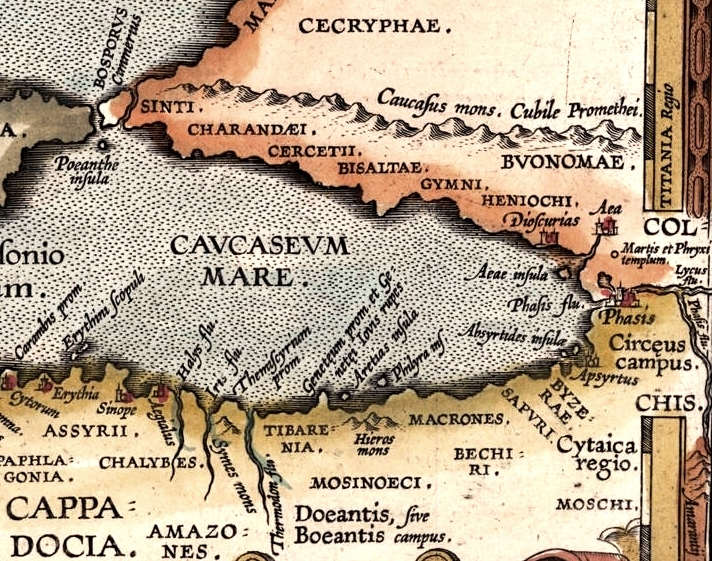
アブラハム・オルテリウスが1624年に制作したアルゴナウタイの地図。マクローネス（Macrones）が書き込まれている。

マクローネス (グルジア語: მაკრონები) (古代ギリシア語: Μάκρωνες, Makrōnes) は、ポントスの東方のモスキキ山脈(現ヤルヌズチャム山脈、トルコ)付近にいた、コルキス人の一部族。

## 概要
初めてマクローネスに言及したのはヘロドトス（紀元前450年ごろ）で、彼によればマクローネスはムシュキ（モスキ）人、タバル人、モッシノイ人、マッレス人とともにアケメネス朝の第19州を構成し、クセルクセス1世の戦争に参加していた。他にも、古典古代の文献でマクローネスに言及しているものは少なくない。 クセノポン (紀元前430年-紀元前355年)によれば、彼らはトラペズス(現トラブゾン)の東方にいる強力で野蛮な人々で、頭髪で衣服をつくり、木製の冑をかぶって小さな小枝細工の盾を持ち、全長は短いが穂先の長い槍で戦った。ストラボン (xii.3.18)によれば、彼らはサンニと呼ばれるのを嫌ってマクローネスと名乗ったという。一方で大プリニウスは、サンニとマクローネスは全く別の人々であるとしている。ビザンティウムのステファノスは、ストラボンの説に賛同している。6世紀までには、彼らはトザンノイ  (古代ギリシア語: Τζάννοι)として知られるようになった。プロコピオスによれば、東ローマ皇帝ユスティニアヌス1世が520年代に彼らを従属させ、キリスト教に改宗させた。
現在では、マクローネスは古ジョージア諸部族の一つであったと考えられている。彼らはヒッタイトの時代から既にアナトリア北東部に存在していた可能性があり、その後のウラルトゥの終焉も乗り切った。またミングレル人やラズ人の先祖であるという可能性もたびたび取りざたされる。
マクローネスはもう一つの「サンニ人」部族マケローネスと境を接し、密接な関係を持っていた。